# Innere Kampfkünste
Mit dem Begriff Innere Kampfkünste (chinesisch 內家拳術 / 内家拳术, Pinyin Nèijiā quánshù, kurz 內家拳 / 内家拳,  Nèijiāquán, bzw. 內家 / 内家,  Nèijiā) werden einige Stile der chinesischen Kampfkünste bezeichnet, die der Legende nach aus den Wudang-Bergen stammen und auf einen gemeinsamen Ursprungsstil zurückgehen sollen. Der Begriff wird verwendet, um diese Stile von den äußeren Stilen (外家拳,  Wàijiāquán, kurz 外家,  Wàijiā) abzugrenzen, die vom Shaolin Kung Fu abstammen sollen.
Der Legende nach wurde der ursprüngliche Stil des Neijiaquan von dem daoistischen Unsterblichen Zhang Sanfeng in den Wudang-Bergen (Wudang Shan) entwickelt, als er den Kampf zwischen einer Schlange und einem Kranich beobachtete. Die Schlange wich dem Kranich dabei immer wieder aus, bis der Kranich erschöpft aufgeben musste. 
Historisch sind der Begriff Neijiaquan und seine Verbindung zu Zhang Sanfeng zum ersten Mal nachweisbar in der 1669 verfassten Grabrede auf Wang Zhengnan von Huang Zongxi (1610–95). Dort wird „der daoistische Unsterbliche Zhang Sanfeng vom Berg Wudang Shan, Begründer der Inneren Schule des Kampfes“ erwähnt. 
Eine Gruppe von Kampfkünstlern um Huo Yuanjia und Sun Lutang in Peking beschäftigte sich dann Anfang des 20. Jahrhunderts mit der Geschichte der chinesischen Kampfkünste als chinesisches Kulturgut. Sie identifizierten die Kampfkünste Taijiquan, Baguazhang sowie Xingyiquan als Nachkommen des ursprünglichen Stiles von Zhang Sanfeng, und bezeichneten sie mit dem Begriff Neijia Quanfǎ  (內家拳法 / 内家拳法 – „Kampfkünste der Inneren Schule“) bzw. Neijia Quanshù. Im Gegensatz dazu verwendeten sie den Begriff Wàijiā Quánfǎ (外家拳法 – „Kampfkünste der Äußeren Schule“) bzw. Wàijiā Quánshù (外家拳術 / 外家拳术), um damit die Stile zu bezeichnen, die vom Shaolin Kung Fu abstammen sollen. Im Laufe des 20. Jahrhunderts wurde diese Einteilung in „Innere“ und „Äußere“ Kampfkünste sehr populär.